# Choveys-e Do
Choveys-e Do (persiska: چویس دو) är en ort i Iran.   Den ligger i provinsen Khuzestan, i den centrala delen av landet, 500 km sydväst om huvudstaden Teheran. Choveys-e Do ligger 30 meter över havet och antalet invånare är 394.
Terrängen runt Choveys-e Do är mycket platt. Runt Choveys-e Do är det ganska tätbefolkat, med 120 invånare per kvadratkilometer. Närmaste större samhälle är Zovīyeh-ye Do, 13,1 km nordost om Choveys-e Do. Trakten runt Choveys-e Do består till största delen av jordbruksmark.